# Шацилувка
Шацилувка (пол. Szaciłówka) — село в Польщі, у гміні Корицин Сокульського повіту Підляського воєводства.
Населення — 111 осіб (2011).
У 1975-1998 роках село належало до Білостоцького воєводства.

## Демографія
Демографічна структура станом на 31 березня 2011 року:
|          | Загалом | Допрацездатний вік | Працездатний вік | Постпрацездатний вік |
| -------- | ------- | ------------------ | ---------------- | -------------------- |
| Чоловіки | 54      | 15                 | 36               | 3                    |
| Жінки    | 57      | 12                 | 33               | 12                   |
| Разом    | 111     | 27                 | 69               | 15                   |